# Alberto Fernández Saltiveri
Alberto Fernández Saltiveri és un polític català, militant del Partit Popular que ha exercit diversos càrrecs polítics a Barcelona i Badalona, on va ser polèmic mentre va ser gerent de Badalona Comunicació, ens dels mitjans de comunicació locals.
És llicenciat en administració i direcció d'empreses. Militant de l'ala més dura del Partit Popular, és vocal de l'Institut Catalunya Futur, la secció catalana de la FAES, expresident del Fòrum Liberal de Catalunya i portaveu del Partit Popular al Consell Municipal de Sarrià-Sant Gervasi a Barcelona, però va ser destituït per Alberto Fernández Díaz. Sembla que a causa d'un col·loqui organitzat pel Fòrum Liberal on feia una conferència Aleix Vidal-Quadras, i que el PP va intentar boicotejar. A més, Fernández Saltiveri s'havia oposat a la imposició d'Alicia Sánchez-Camacho com a presidenta del PP Català, el 2008, quan va recolzar Daniel Sirera. L'any següent es va vetar la seva candidatura a president del PP al districte de Sarrià-Sant Gervasi Després de la seva destitució es va traslladar i empadronar a Badalona quan Va ser fitxat com a càrrec de confiança per l'alcalde de Badalona, Xavier Garcia Albiol.
Durant el mandat dels populars a Badalona, va convertir-se en el gerent de l'ens Badalona Comunicació des del juny de 2012. Al seu càrrec van quedar els mitjans de comunicació públics de Badalona, Ràdio Ciutat de Badalona, Televisió de Badalona i la revista Bétulo. Molt polèmic durant l'exercici del seu càrrec, va ser descrit pels treballadors i col·laboradors de l'ens com un censor. Va exercir un control absolut sobre els mitjans de comunicació local, revisava tot allò que s'havia de publicar o emetre detalladament. En són exemples que no s'empressin les sigles del PP sinó que els càrrecs es vinculessin al govern de la ciutat; eliminava qualsevol presència del procés sobiranista català; i va elaborar una llista de col·lectius i persones bandejades dels programes de les tertúlies de ràdio o televisió, per exemple no es va convidar mai al socialista i cap de l'oposició Jordi Serra, però si al convergent Ferran Falcó. Durant el seu mandat, Ràdio B va rebre més denúncies que en els seus 30 anys d'història. El límit va ser quan va prohibir que es toqués la cançó L'estaca de Lluís Llach durant la gala de lliurament de premis del festival Filmets de Badalona el l'octubre de 2014. Va ser el músic Martí Serra qui va confessar la prohibició, en saber-se l'oposició va demanar la seva destitució fulminant, així com els grups que no tenien representació al consistori i Òmnium Cultural. Tanmateix, Garcia Albiol va evitar destituir-lo i va respondre que tot havia estat un error.
Amb el canvi de govern, amb un de nou format per GBeC, ERC i ICV-EUiA, encapçalat per Dolors Sabater, el juny de 2015 va ser destituït de forma immediata i va ser comunicat als treballadors de Badalona Comunicació, a qui es va comunicar que el nou projecte de mitjans de comunicació seria estrictament professional. Com a substitut es va escollir al periodista Josep Viñeta i Balsells, de fet el seu nomenament havia estat decidit per tota l'oposició en una Junta General Extraordinària de Badalona Comunicació abans del final del mandat, però Albiol va mantenir Fernández Saltiveri fins al final, un moviment que va ser qualificat per l'oposició de desesperat per mantenir el control i la censura sobre els mitjans de comunicació locals.